# Bremer Klavierwettbewerb

Logo des Wettbewerbs

Der Europäische Klavierwettbewerb Bremen, englisch European Piano Competition Bremen, ist ein internationaler Klavierwettbewerb, der seit 1987 alle zwei Jahre ausgetragen wird. Die Veranstalter des Wettbewerbs sind Radio Bremen, der Landesmusikrat Bremen, die Sparkasse Bremen, die Glocke, das Deutsche Jugendherbergswerk, der Sendesaal Bremen und die Bremer Philharmoniker.

## Geschichte
Das Ehepaar Aenne und Walter Genoux trat 1986 mit der Idee an den Landesmusikrat Bremen heran und stiftete die Prämien für die ersten beiden Wettbewerbe. Schon 1987 startete mit Unterstützung durch Radio Bremen und der Sparkasse Bremen der erste Wettbewerb. Bei den ersten beiden Veranstaltungen 1987 und 1989 waren nur deutsche Pianisten zwischen 16 und 30 Jahren zugelassen. Seit 1990 werden im Einvernehmen zwischen den Veranstaltern auch gesamteuropäische (einschließlich der ehemaligen GUS, der Türkei und Israel) Teilnehmer zugelassen.
2011 fiel der Wettbewerb aus, die Wiederaufnahme im gewohnten Rhythmus erfolgte 2012. Der für das Jahr 2020 geplante Wettbewerb wurde aufgrund der Corona-Pandemie um ein Jahr verschoben und fand im Juli 2021 statt.

## Jury und Wettbewerbsprogramm
Die Jury des Wettbewerbs ist international besetzt. Jury-Vorsitzende ist Konstanze Eickhorst.
Zum Wettbewerbsprogramm gehört auch eine Auftragskomposition für Klavier solo als Pflichtstück. Die Uraufführung des Auftragswerkes findet im Semifinale statt. Der vom Weser Kurier gestiftete Publikumspreis lässt die Bremer Öffentlichkeit Anteil am Geschehen des Wettbewerbes nehmen. Darüber hinaus wird mit den Bremer Philharmonikern und Radio Bremen eine Doppel-CD produziert.

## Preisträger
| Jahr | 1. Preis              | 2. Preis                             | 3. Preis                           | Publikumspreis        | Prämie der Jury |
| ---- | --------------------- | ------------------------------------ | ---------------------------------- | --------------------- | --------------- |
| 1987 | Andreas Woyke         | Martin Widmaier                      | Burkhard Scheibe                   |                       |                 |
| 1989 | nicht vergeben        | Manfred Kratzer                      | Ulrike Meyer                       |                       |                 |
| 1991 | nicht vergeben        | Nadja Rubanenko Daniel Gortler       | nicht vergeben                     |                       |                 |
| 1993 | nicht vergeben        | Cédric Tiberghien Igor Kamenz        | Aviram Reichert                    |                       | Vadim Gladkov   |
| 1995 | Filippo Gamba         | Christoph Berner                     | Peter Laul                         |                       |                 |
| 1997 | Peter Laul            | Viktoria Lakissowa                   | Isabel Gabbe                       |                       |                 |
| 1999 | nicht vergeben        | Emre Elivar Alexandre Pirojenko      | Alexandru-Cătălin Şerban           |                       |                 |
| 2001 | Eugene Mursky         | Denys Proshayev                      | nicht vergeben                     | Denys Proshayev       |                 |
| 2003 | Julian Gorus          | Julianna Awdejewa                    | Dorel Golan Julia Fedulajewa       | Julian Gorus          |                 |
| 2005 | David Meier           | Maria Dvoskina                       | nicht vergeben                     | David Meier           |                 |
| 2007 | Yana Vasilyeva        | Romain David                         | Oljesja Urusova                    | Romain David          |                 |
| 2009 | Violetta Khachikian   | Oskar Jezior                         | Varvara Nepomnyashchaya            | Violetta Khachikian   |                 |
| 2012 | Jamie Bergin          | Konstantinos Destounis               | Daria Dadykina                     | Jamie Bergin          |                 |
| 2014 | nicht vergeben        | Jean-Paul Gasparian Stanislav Khegai | Vasyl Kotys                        | Vasyl Kotys           |                 |
| 2016 | Elizaveta Ukrainskaia | Alina-Elena Bercu                    | Sergey Tanin                       | Elizaveta Ukrainskaia |                 |
| 2018 | Marek Kozák           | nicht vergeben                       | Irina Chistiakova Andrey Denisenko | Marek Kozák           |                 |
| 2021 | Valère Burnon         | Lukas Sternath                       | Aleksandr Zakharov                 | Lukas Sternath        |                 |
| 2024 | Théotime Gillot       | Viktor Soos                          | Alexander Doronin                  | Théotime Gillot       |                 |

## Juroren seit 1987 (Auswahl)
- Volker Banfield
- Klaus Bernbacher
- Boris Bloch
- Pi-Hsien Chen
- Bernhard Ebert
- Gerhard Erber
- Gerald Fauth
- Homero Francesch
- Pavel Gililov
- Julian Gorus
- Eliza Hansen
- Klaus Hellwig
- Margarita Höhenrieder
- Karen Kamensek
- Jewgeni Koroljow
- Detlef Kraus
- Renate Kretschmar-Fischer
- Ewa Kupiec
- Hamish Milne
- Gülsin Onay
- Alfredo Perl
- Gitti Pirner
- Anne Queffélec
- Matti Raekallio
- Kalle Randalu
- Peter Rösel
- Catherine Rückwardt
- Klaus Schilde
- Annerose Schmidt
- Kurt Seibert
- Mitsuko Shirai
- Henri Sigfridsson
- Einar Steen-Nøkleberg
- Nina Tichman
- Maria Tipo
- Arie Vardi
- Dinorah Varsi
- Tamás Vesmás
- Catherine Vickers